# Mythisch wezen

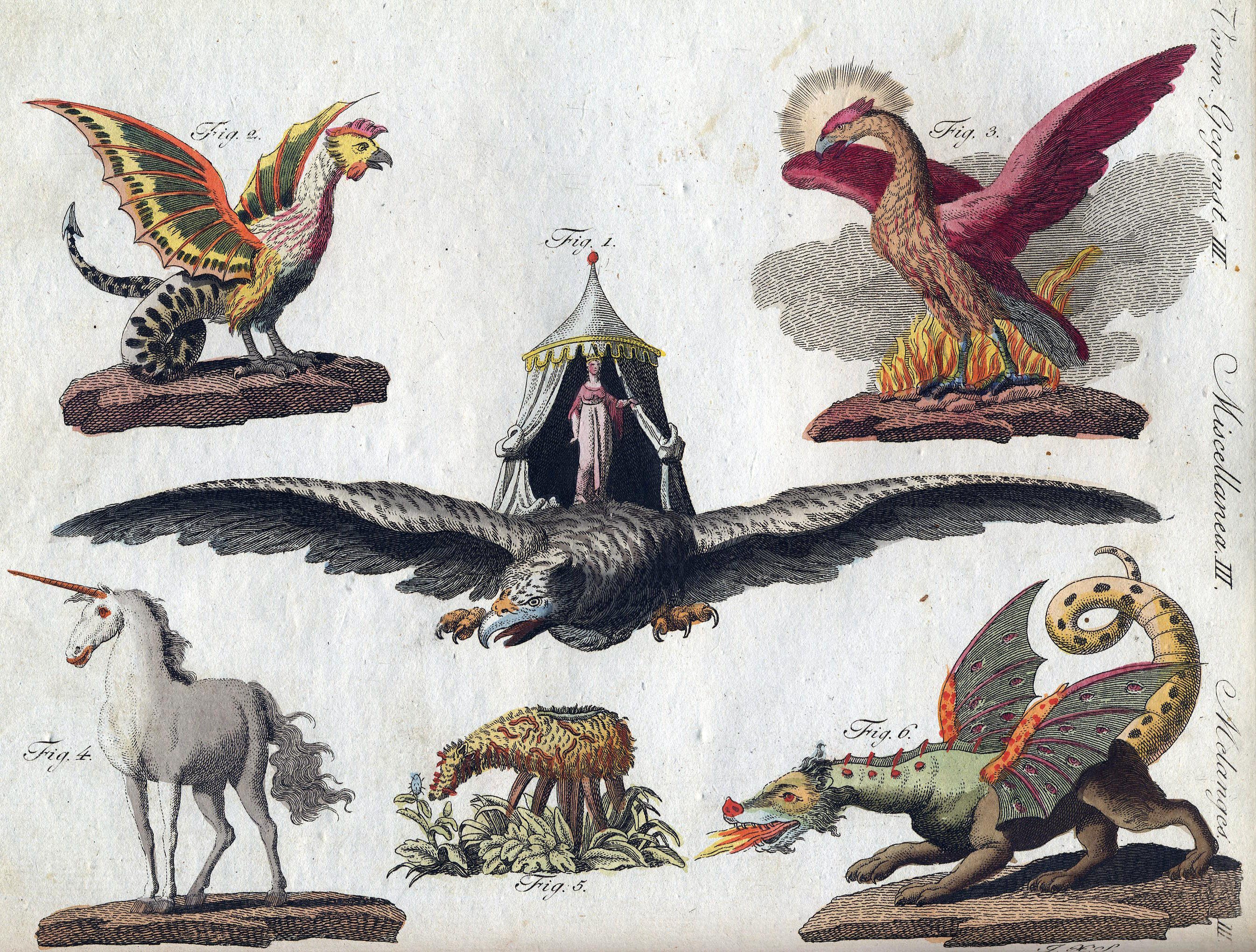
Fabeldieren

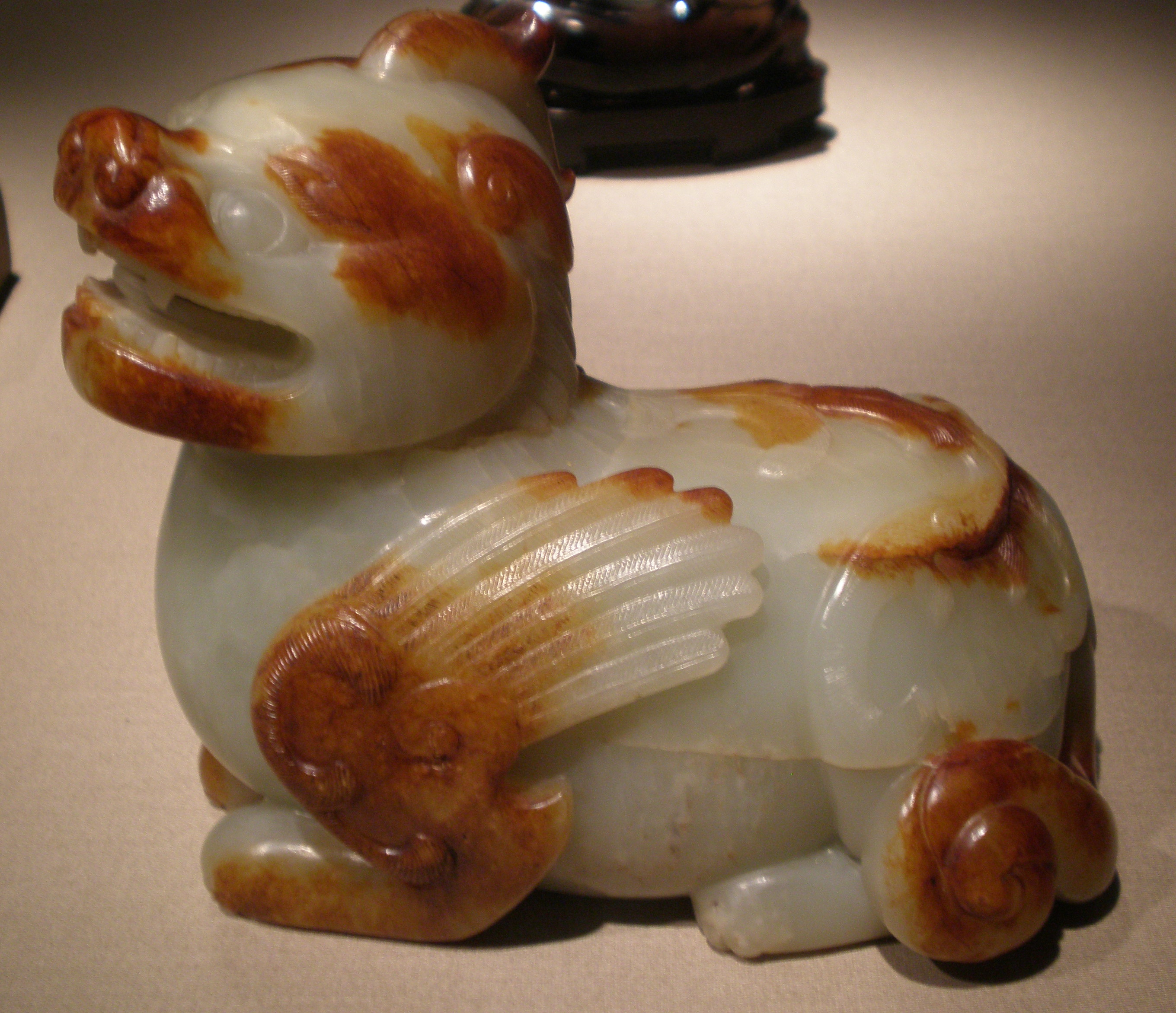
Mythisch wezen uit de Qing-dynastie, China

Een mythisch wezen, mythisch dier of fabeldier is een fictief wezen dat bekend is uit de mythologie of voorkomt in oude verhalen van reizigers die vertelden over fabelachtige dieren die ze hadden gezien in verre landen. Dergelijke wezens spreken tot de verbeelding en komen veel voor in oude literatuur, sprookjes, fabels, legenden, sagen en mythen. Soms worden deze fictieve wezens als kwaadaardig of gevaarlijk voorgesteld.
Dwergen, elfen, goden en reuzen zijn mythische wezens, maar lijken erg op mensen. Fabeldieren hebben vaak ook menselijke trekken of eigenschappen, maar lijken meer op dieren. Vaak zijn fabeldieren combinaties van andere dieren, hebben zij een onnatuurlijk aantal lichaamsdelen (bijvoorbeeld tien koppen) of zijn het tegenpolen van echte dieren.

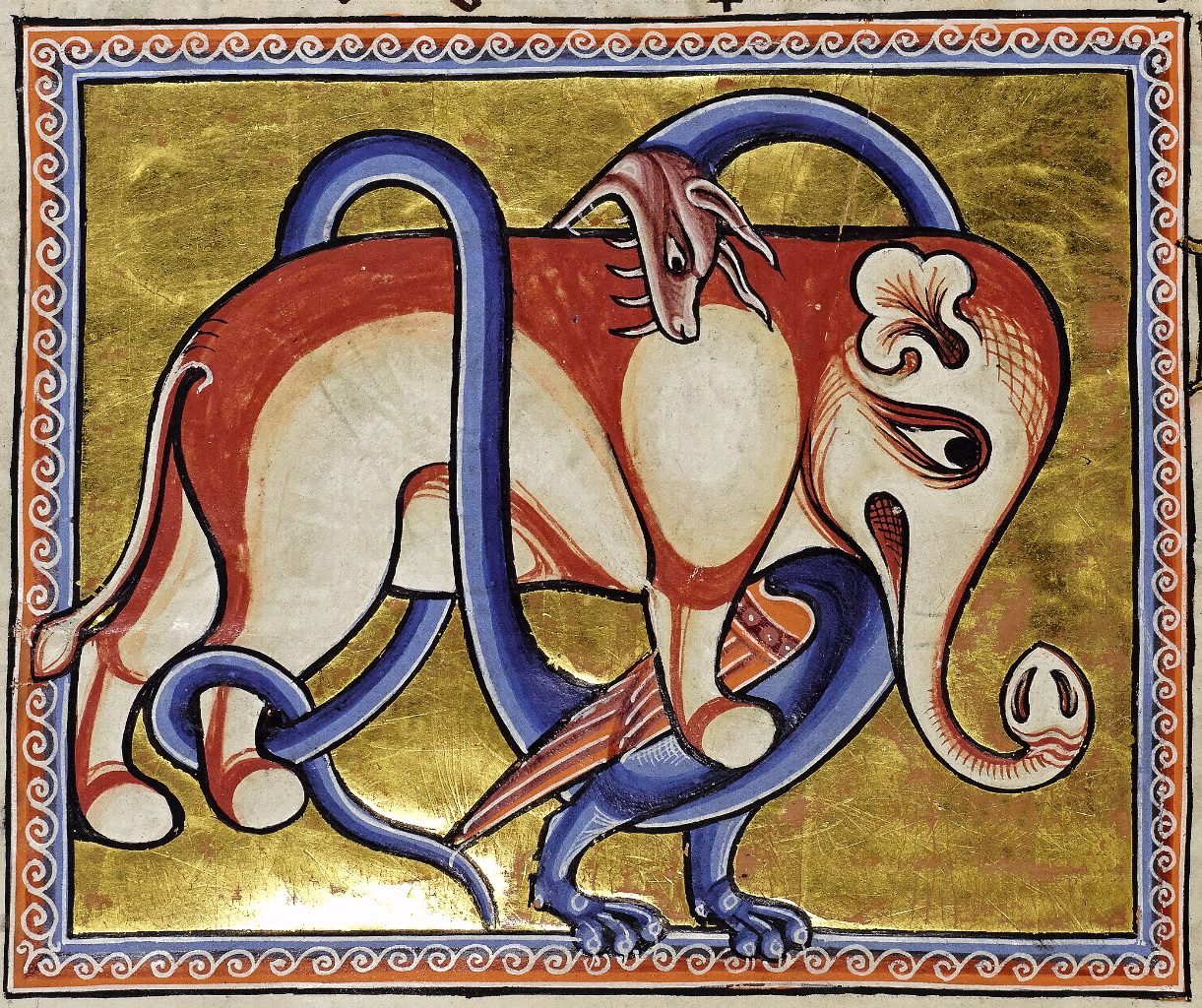
Een draak grijpt een olifant, afbeelding uit het Aberdeenbestiarium, 12e eeuw, zie ook Draak van India en Ethiopië

In bestiaria worden vele fabeldieren beschreven, er komen ook tekeningen in voor.